# Mycoplasma imitans
Mycoplasma imitans è una specie di batterio appartenente alla famiglia delle Mycoplasmataceae.